# Aridaeus timoriensis
Aridaeus timoriensis es una especie de insecto coleóptero de la familia Cerambycidae. Estos longicornios son endémicos de la isla de Timor.
A. timoriensis mide unos 16 mm.